# Plagiochila gracilis
Plagiochila gracilis là một loài rêu trong họ Plagiochilaceae. Loài này được Lindenb. & Gottsche mô tả khoa học đầu tiên.